# Бетулия (Сантандер)
Бетулия (исп. Betulia) — город и муниципалитет в северо-восточной части Колумбии, на территории департамента Сантандер. Входит в состав провинции Яригьес.

## История
Поселение, из которого позднее вырос город, было основано 13 февраля 1844 года. Муниципалитет Бетулия был выделен в отдельную административную единицу в 1895 году.

## Географическое положение

Муниципалитет Бетулия

Город расположен в центральной части департамента, в горной местности Восточной Кордильеры, к западу от реки Согамосо, на расстоянии приблизительно 24 километров к юго-западу от города Букараманги, административного центра департамента. Абсолютная высота — 1823 метра над уровнем моря.
Муниципалитет Бетулия граничит на севере с территорией муниципалитета Сан-Хуан-де-Хирон, на северо-западе — с муниципалитетом Сабана-де-Торрес, на западе и юго-западе — с муниципалитетом Сан-Висенте-де-Чукури, на юге и юго-востоке — с муниципалитетом Сапатока. Площадь муниципалитета составляет 324 км².

## Население
По данным Национального административного департамента статистики Колумбии, совокупная численность населения города и муниципалитета в 2015 году составляла 5110 человек.
Динамика численности населения муниципалитета по годам:
| 2005 | 2006 | 2007 | 2008 | 2009 | 2010 | 2011 | 2012 | 2013 | 2014 | 2015 |
| ---- | ---- | ---- | ---- | ---- | ---- | ---- | ---- | ---- | ---- | ---- |
| 5350 | 5325 | 5298 | 5280 | 5254 | 5230 | 5211 | 5188 | 5153 | 5134 | 5110 |

Согласно данным переписи 2005 года мужчины составляли 53 % от населения Бетулии, женщины — соответственно 47 %. В расовом отношении белые и метисы составляли 99,6 % от населения города; негры, мулаты и райсальцы — 0,2 %; индейцы — 0,2 %.
Уровень грамотности среди всего населения составлял 81,6 %.

## Экономика
Основу экономики Бетулии составляет сельское хозяйство.
75,5 % от общего числа городских и муниципальных предприятий составляют предприятия торговой сферы, 18,7 % — предприятия сферы обслуживания, 5,8 % — промышленные предприятия.